# 藤原孝行
藤原 孝行（ふじはら たかゆき、1955年 - ）は、日本の地方公務員。島根県教育長、同副知事、同県信用保証協会会長などを歴任。瑞宝中綬章受章。

## 人物・経歴
雲南市生まれ。京都大学経済学部卒業。1978年 島根県庁入職、秘書課長、総務部次長、政策企画局長などを経て、2014年4月 教育長就任。2015年7月 島根県教育委員会委員長を統合した新教育長。2016年4月 島根県副知事就任。三江線の廃止、島根原子力発電所2号機の再稼働、人口減少対策や地域産業の振興などに取り組み、溝口善兵衛、丸山達也両知事を支えた。また「島根創生計画」が2020年に初めて策定された時には取りまとめ役を担い、同年に副知事を退任。同年10月から島根県信用保証協会会長。

## 栄典
2025年、春の叙勲で地方自治功労により瑞宝中綬章を受章。